# Piñera (Lena)
Piñera es una parroquia española del concejo de Lena, perteneciente a la comunidad autónoma de Asturias.

## Historia
Hacia mediados del siglo XIX, la parroquia, ya por entonces perteneciente a Lena, tenía contabilizada una población de 252 habitantes. Aparece descrita en el decimotercer volumen del Diccionario geográfico-estadístico-histórico de España y sus posesiones de Ultramar de Pascual Madoz con las siguientes palabras:

PIÑERA (San Juan): felig. en la prov. y dióc. de Oviedo (7 leg.), part. jud. y ayunt. de Pola de Lena (1 1/2); sit. en las inmediaciones de un riach. afluente del Lena, y á la izq. de este: reinan todos los vientos; clima frío pero saludable. Tiene unas 60 casas en los l. de Carralúz, Piñera de Abajo, y Piñera de Arriba. La igl. parr. (San Juan) está servida por un cura de ingreso, y patronato real. Tambien hay 2 ermitas de propiedad particular. Confina el term. con los de Sotiello, Telledo, Jomezana. El terreno es montuoso y quebrado. prod. trigo, maiz, arbejos, patatas, castañas, legumbres, leña, frutas, y pastos; hay ganado vacuno, de cerda, caballar, lanar, y cabrío, y caza de liebres, conejos, perdices, corzos, y cabras monteses, osos, lobos, y jabalíes. ind. la agrícola, molinos harineros, telares de lienzo, y de ropa de lanas, y muchos hab., se dedican á fabricar almadreñas ó zuecos de madera. pobl.: 63 vec., 252 alm. contr.: con su ayunt. (V.).
(Madoz, 1849, p. 51)

En 2023, tenía empadronados 62 habitantes.